# 埃莫西约
埃莫西约（西班牙语：Hermosillo 西班牙語發音：[eɾmoˈsiʝo] ⓘ），墨西哥西北部城市，位于索诺拉州中部，为该州和埃莫西约区首府及最大城市。总人口在80萬左右。

## 教育
- 索诺拉大学

## 體育
- 於2021年與奧夫雷貢城合辦U-23世界盃棒球賽。[2]
- 於2022年舉辦U-15世界盃棒球賽。[3]